# Oxyporos
Oxyporos (altgriechisch Ὀξύπορος Oxýporos, von ὀξυπόρος oxypóros, deutsch ‚schnell durchdringend‘) ist eine Person der griechischen Mythologie.
Er ist ein Sohn des kyprischen Königs Kinyras und Bruder des Adonis. Seine Mutter ist eine Tochter des Pygmalion, die in der Bibliotheke des Apollodor Metharme, in einem Scholion zu Dionysios Periegetes aber Thymarete genannt wird.